# Friesland: Asche zu Asche
Asche zu Asche ist ein deutscher Fernsehfilm von Sven Nagel aus dem Jahr 2019. Es handelt sich um die achte Folge der Fernsehreihe Friesland.

## Handlung
Henk Cassens’ Tante ist verstorben, und er hat aus Kostengründen nicht Wolfgang Habedank mit der Bestattung beauftragt, sondern dessen Konkurrentin Cornelia Mohn. Allerdings wird diese kurz darauf von ihrer Tochter Marion am unteren Ende der Treppe ihres Hauses tot aufgefunden. Insa Scherzingers Untersuchung ergibt eindeutig einen Tod durch Ersticken – nach dem Sturz von der Treppe. 
Ermittelt wird also wegen Mord, während Cassens den Sarg seiner Tante in seinem privaten Wagen umherfährt, weil er ihn nirgends unterbringen kann, und damit etwas Verwirrung auslöst. Wie sich herausstellt, hat Cornelia Mohn einen deutlich jüngeren Liebhaber gehabt, dessen Identität jedoch unklar ist. Als Edgar Raabe befragt werden soll, der kurz zuvor seinen Vater von Mohn hat beerdigen lassen, unternimmt er einen Fluchtversuch und wird daher festgenommen. Auf dem Revier erkennt ihn Marion Mohns Freund, der Wattführer Patrick Diekmann, als Cornelias Liebhaber. Raabe bestreitet dies jedoch entschieden.
Da Cornelia ihren geheimnisvollen Liebhaber möglicherweise bei einer der regelmäßigen Privatpartys der Leeraner Geschäftsleute kennengelernt hat, lässt sich Insa Scherzinger zu einer solchen Party einladen, Brockhorst schließt sich ihr an. Zu dessen Enttäuschung wird dort keine Sexorgie gefeiert, sondern lediglich illegales Glücksspiel betrieben, an dem er sich gleich lebhaft beteiligt. Von einem Liebhaber Cornelia Mohns ist dem Gastgeber nichts bekannt, sie sei immer allein gekommen und gegangen. 
Ein Ansatz zur Lösung findet Henk Cassens in Form einer Lebensversicherung im Haus seiner verstorbenen Tante, mit der sie über den Tisch gezogen wurde. Die Versicherung scheint zunächst von Cornelia Mohn und Edgar Raabe betrieben worden zu sein. Als Wolfgang Habedank im Haus der Mohns auf Patrick Diekmann stößt, stellt sich heraus, dass es den Liebhaber überhaupt nicht gab und Diekmann die Versicherungen verkauft hat. Diekmann sperrt Habedank in einen Sarg im Kühlraum, kurz darauf wird er von Özlügül und Cassens befreit. 
Schließlich wird auf dem Friedhof eine verdächtige Person gesichtet; Özlügül und Cassens fahren sofort hin und nehmen Patrick Diekmann am Kolumbarium fest, wo das Geld versteckt war. Das ist jedoch bereits verschwunden. Auf dem Friedhof befindet sich noch eine zweite Person, die nach einer turbulenten Jagd verhaftet werden kann: Marion Mohn, die genug Geld zusammenraffen wollte, um dem Bestattungswesen entkommen zu können, und ihre Mutter im Streit die Treppe hinabgestürzt und dann erwürgt hat, als diese dahinterkam.
In einer Nebenhandlung werden Jan Brockhorst und Insa Scherzinger von der offiziellen Forensikerin Dr. Sabine Pfeiffer stark unter Druck gesetzt, die zunächst äußerst kühl auftritt und allen Verantwortlichen für die inoffiziellen Ermittlungsmethoden mit scharfen rechtlichen Konsequenzen droht, während sie tatsächlich, wie sich am Schluss herausstellt, von Jan Brockhorst persönlich sehr angetan ist.

## Rezeption

### Einschaltquoten
Die Erstausstrahlung am 9. März 2019 erreichte 6,86 Millionen Zuschauer, was einem Marktanteil von 22,6 % entspricht. Von den 14- bis 49-jährigen Zuschauern schalteten 1,02 Millionen ein, was einen Marktanteil von 12,0 % entspricht.

### Kritiken
Tilmann P. Gangloff meinte auf tittelbach.tv: „Weil die Geschichte etwas dünn ist, reiht Autor Stefan Rogall viele Situationen aneinander, die teilweise tatsächlich komisch sind, aber mitunter auch wie eine Nummernrevue wirken […] Das ist alles ganz nett, aber auch zutiefst harmlos. […] Auf schwarze Scherze, angesichts des Sujets eigentlich kaum vermeidbar, hat Nagel völlig verzichtet; vielleicht, weil der Film auf keinen Fall seine Familientauglichkeit verlieren sollte. Deshalb wirkt auch das Finale wie mit angezogener Handbremse inszeniert […]“

## Running Gag
Als Running Gag ist in einer Hafen- oder Wasserszene jeder Folge, meist in einer Dialogpause, dasselbe kurze Delfingeräusch off camera im Hintergrund hörbar. In Asche zu Asche erklingt es nach 13:04 Minuten.